# Ромашкин (Волгоградская область)
Ромашкин — бывший хутор в Октябрьском районе Волгоградской области России.  В 1981 году включён в состав хутора Антонов.

## География
Хутор располагался на правом берегу реки Аксай Есауловский к востоку от районного центра посёлка Октябрьский.

## История
Дата основания не установлена. Хутор относился к юрту станицы Потёмкинской Второго Донского округа области войска Донского. Согласно Списку населённых мест области Войска Донского в 1873 году в хуторе  проживало 89 душ мужского и 78 женского пола. Согласно переписи населения 1897 года в хуторе проживало 170 душ мужского и 161 женского пола. К 1915 году в хуторе имелось 69 дворов, проживало 167 душ мужского и 164 женского пола.
В годы войны с 4 августа по 26 декабря 1942 года территория была оккупирована.
В 1953 году центр сельсовета переместился в хутор Антонов. В 1981 году на основании Решения исполкома Волгоградского областного Совета народных депутатов хутора Ромашкин и Шестаков вошли в состав хутора Антонов.

## Население
Динамика численности населения
| 1873 | 1897 | 1915 |
| ---- | ---- | ---- |
| 167  | 331  | 321  |